# 北条長重
北条 長重（ほうじょう ながしげ、生没年不詳）は、鎌倉時代中期の北条氏の一族。北条重時の孫。父は北条時継（為時）。母は不詳。兄弟に北条為宗ほか。子に北条時秀、北条為長、北条時兼、北条貞名、北条時員。通称は次郎八郎、陸奥八郎、苅田八郎、六郎など。父が早世したため、祖父の養子になった。